# Manuel Vázquez Gallego
|  | «Manuel Vázquez» redirigeix aquí. Vegeu-ne altres significats a «Manuel Vázquez Montalbán». |

Manel Vàzquez Gallego (Madrid, 1930 - Barcelona, 1995) va ser un dibuixant i guionista de còmics espanyol. Les seves sèries més famoses són Las hermanas Gilda (1949), La familia Cebolleta (1951) i Anacleto, agente secreto (1965). Fou un dels autors més influents del còmic nacional juntament amb Francisco Ibáñez. Se'l considera un dels autors més importants del segle xx.

## Biografia
El seu pare era un modest treballador ferroviari i els seus avis havien estat sastres de la Casa Reial. En la seua infantesa es va alternar amb els humoristes Wenceslao Fernández Flórez i Enrique Jardiel Poncela, que eren amics de la família; aquest últim va imprimir en Vázquez el seu amor per l'absurd. Vázquez va ser sempre, malgrat l'ofici dels seus avis, irreverent, marginal, bohemi i anarquista. Sempre va travessar problemes econòmics, dels quals eixia amb un descomunal talent per al "sablazo" i amb un enginy fora del comú.
Va iniciar la seua carrera en la dècada de 1940 com a dibuixant i guionista en Maravillas, suplement de la revista infantil Flechas y Pelayos. A la fi de la dècada es va convertir en un dels principals autors de la barcelonina Editorial Bruguera, en la qual va començar a treballar en 1947. En les seues revistes Pulgarcito, El DDT, Tío Vivo i Mortadelo va crear els seus imaginatius i anàrquics personatges, entre ells Mr. Lucky; Heliodoro Hipotenuso; Las hermanas Gilda (les germanes fadrines Leovigilda: prima, agra i manaire, i Hermenegilda: grossa, ingènua i dominada; Leovigilda intenta frustrar sempre a la seua germana menuda i ambdues representen la frustració i repressió sexual de postguerra); La família Cebolleta (amb el seu avi, obsessionat amb contar "batalletes", ha passat a l'imaginari col·lectiu i a la llengua comuna a través de la frase feta: "Expliques més batalletes que l'abuelo Cebolleta"); Azufrito, Ángel Siseñor; Feliciano; Arturito el Marcianito; La Osa Mayor, Agencia Teatral; La Família Churumbel (uns gitanos que viuen al marge de la societat); La abuelita Paz; Ali-Oli, Vendedor Oriental; Angelito (o Gugú); La Mansión de los Espectros; El Inspector O’Jal; Los casos del Inspector Yes; Los cuentos de tío Vázquez (història amb tints autobiogràfics on ell és el protagonista), o Anacleto, Agente Secreto.
En la revista Jauja, d'edicions Druida, Vázquez va publicar la sèrie "Yo, dibujante al por mayor" i historietes com "La mirada" o "7 maneras de hacerse millonario". També apareixen "Los casos de Ana y Cleto" (que a la revista Garibolo seria publicada com "Tita & Nic")
En la seua última etapa, després de la desaparició de Bruguera el 1986, es va consagrar al públic adult amb els àlbums Vámonos al Bingo!!, Historias verdes, Sábado sabadete, Gente peligrosa, Más gente peligrosa i personatges com Don Cornelio Ladilla y su señora María, que va formar una sèrie de diversos àlbums. Va col·laborar també en publicacions com El Papus o Makoki (amb el pseudònim de Sappo) i en el suplement infantil del periòdic El País.
Edicions Glénat va editar la major part dels seus últims treballs. El 1990 va ser guardonat amb el Gran Premi del Saló pel conjunt de la seua obra en el Saló del Còmic de Barcelona. El juny de 1991 es va estrenar en la sala Olimpia de Madrid Operació Òpera, espectacle teatral muntat per Ignacio Garcia May i Juan Antonio Vizcaíno. L'obra tenia com a protagonistes a Aniceto (Anacleto) i les germanes Morgan (Les germanes Gilda). Vázquez va fer uns excel·lents decorats i aqueix mateix any va realitzar tires d'actualitat per a L'Observador.
Com a curiositat, cap esmentar que en el nombre 6 del fanzine eròtic granadí Espuma, publicat en 1995, apareix una història de Vázquez realment inusual. Es tracta d'una historieta pornogràfica en la qual el mateix Vázquez anima a les seues criatures més conegudes: les Germanes Gilda i Anacleto, a practicar un ménage à trois, amb resultats, com es pot esperar, escandalosos i inesperats. Aqueix mateix any mor a Barcelona als 65 anys.
L'any següent la gent d'Ediciones Veleta va aconseguir que l'Ajuntament de Granada li dedicara un carrer de la ciutat. A l'acte va acudir el seu fill a qui se li va donar una còpia de la placa amb el nom del carrer.
El 2010 es va estrenar la pel·lícula El gran Vázquez, un biopic basat en la seva vida, on el seu paper era representat per Santiago Segura.

### Àlbums monogràfics de Manuel Vázquez
- Macana en el Oeste, Ed. Hispano Americana, Col. "Infantil de las Grandes Aventuras", Barcelona, 1946.
- La fuga de El Caimán, Ibero-Americanas, "Cuento de Hadas", 1949.
- Hermanas Gilda, Bruguera, "Magos del Lápiz", Barcelona, 1949.
- Las Hermanas Gilda: El tesoro maldito, Bruguera, "Magos de la Risa", nº 5, 1950.
- Heliodoro: ¡Detective genial!, Bruguera, "Magos de la Risa", nº 14, 1950.
- Las Hermanas Gilda: El tesoro de Buda, Bruguera, "Magos de la Risa, nº 14, 1950.
- Samba: El fantasma pequeñito y el enmascarado misterioso, Hispano Americana, "Humor de Bolsillo", nº 2, 1950.
- ¡Ahí va ese loco!, Hispano Americana, "Humor de Bolsillo", nº 6, 1950.
- Cápsula Bill, aventurero del Oeste, Hispano Americana, "Humor de Bolsillo", nº 9, 1950.
- El tesoro de los Pies Zambos, Hispano Americana, "Humor de Bolsillo", nº 10, 1950.
- La Cabaña del Tío Joe, Hispano Americana, "Humor de Bolsillo", nº 12, 1950.
- Pepe Almendruco y el Pueblo Fantasma, Hispano Americana, "Humor de Bolsillo", nº 15, 1950.
- El Mago de la Coz, Hispano Americana, "Humor de Bolsillo", nº 18, 1950.
- Heliodoro: Un lunes en Marte, Bruguera, "Magos de la Risa", nº 19, 1951.
- Anacleto, Agente Secreto, Bruguera, "Alegres Historietas", nº 7, 1971.
- Anacleto: El malvado Vázquez, Bruguera, "Alegres Historietas", nº 9, 1971.
- Anacleto: Misión imposible, Bruguera, "Alegres Historietas", nº 13, 1971.
- La Familia Cebolleta: ¡Problemas por doquier!, Bruguera, "Olé!", nº 4, 1971.
- Las Hermanas Gilda y sus locuelas peripecias, Bruguera, "Olé!", nº 9, 1971.
- Anacleto, Bruguera, "Olé!", nº 12, 1971.
- Los cuentos de Tío Vázquez, Bruguera, "Olé!", nº 25, 1971.
- Las Hermanas Gilda: Majoretes del humor, Bruguera, "Olé!", nº 33, 1971.
- Anacleto: Los encarguitos del jefe, Bruguera, "Olé!", nº41, 1971.
- Anacleto ¡nunca falla!, Bruguera, "Olé", nº 49, 1972.
- Los miseriosos casos de Anacleto, Bruguera, "Alegres Historietas", nº17, 1972.
- Las Hermanas Gilda: Herme, la juguetona, Bruguera, "Olé!", nº 52, 1972.
- Angelito: Un encanto de criatura, Bruguera, "Olé!", nº 54, 1972.
- Anacleto en La sábana encantada, Bruguera, "Olé!", Mini Infancia", nº 40/157, 1972.
- La Familia Cebolleta; Los apuros de Don Rosendo, Bruguera, "Olé!", nº 59, 1972.
- Anacleto: Licencia para meter la pata, Bruguera, "Olé!", nº 69, 1972.
- Los fantasmagóricos casos de Anacleto, Bruguera, "Alegres Historietas", nº 19, 1972.
- Anacleto: casos a capazos, Bruguera, "Olé!", nº74, 1973.
- El terror de los espías, Bruguera, "Alegres Historietas", nº 23, 1973.
- Misión cumplida, Bruguera, "Olé!", nº 154, 1978 (presumiblement inclou dibuixos aliens).
- Don Cornelio Ladilla y su señora María, Ceres, Barcelona, 1979.
- La Familia Cebolleta y otros cuentos, Bruguera, Super Humor, nº 17, 1979.
- Don Cornelio Ladilla y su señora María II, Amaika, "El Papus", nº 8, Barcelona, 1981.
- El sexo en la Prehistoria, Zinco, Barcelona, 1983.
- Las Hermanas Gilda, Bruguera, "Genios de la Historieta", nº1, 1985.
- Tita y Nic, Compañía General, "Garibolo Especial", nº2, Barcelona, 1987.
- Anacleto, Bruch, "Gran Enciclopedia del Cómic", nº 1, Barcelona, 1988.
- Varias historietas, Ediciones B, "Olé!", nº 12 y 25, 1989.
- ¡¡Vámonos al bingo!!, Ediciones B, "Tope Guai!", nº 21, 1989.
- Varias historietas, Ediciones B, "Tope Guai!", nº 22, 1989.
- Los casos del Inspector Yes, Ediciones B, "Tope Guai!", nº23, 1989.
- Historias verdes, Makoki, "Humor Kafre", nº 1, Barcelona, 1990 (reeditat en dos volums per Glénat, "Genios del Humor", nº 6 i 7, Barcelona, 1997).
- Sábado, sabadete, Makoki, "Álbumes Makoki", 1991.
- Varias historietas, Ediciones B, "Olé!", nº 2 y 5, 1993-1994.
- Gente peligrosa, Glénat España, "By Vázquez", nº 1, 1994.
- Más Gente peligrosa, Glénat España, "By Vázquez", nº 2, 1994.
- By Vázquez, Glénat España, 1995 (sèrie de sis números).
- Las inefables aventuras de Vázquez, agente del fisco, Glénat, "Genios del Humor", nº 2, 1997.
- Las cartas sobre la mesa (tres volums: "Admirado maestro...", "Querido Sr. Vázquez..." y "Distinguido gran hombre..."), Glénat, "Genios del Humor", nº 3, 4 y 5, 1997.